# 格勒諾布爾奧林匹克體育場
格勒諾布爾奧林匹克體育場，也稱為開幕體育場，是一座位於法國格勒諾布爾的臨時體育場。興建該體育場只為了舉辦1968年冬季奧林匹克運動會開幕典禮，運動會後就拆除。體育場可以容納60000名觀眾。

## 外部連結
- I.N.A.: Video in technicolor of opening ceremony, Grenoble, 1968 (french) （页面存档备份，存于）

- Life: Images from 1968 Opening Ceremony